# Martina De Santis
Martina De Santis (n. 1 ianuarie 2003, la Salerno) este o handbalistă italiană care joacă pentru clubul românesc HC Zalău și pentru echipa națională de tineret a Italiei. De Santis, care evoluează pe postul de postul de centru, deține și cetățenia română.

## Biografie
Martina este fata lui Renato De Santis, unul din pionierii handbalului din Salerno, și a Nicoletei Ivan, fostă intermediar dreapta al echipei HC Oțelul Galați. Mătușa sa, Adele De Santis, este un fost portar de handbal și antrenor pentru portari la echipa din Salerno și la echipa națională a Italiei.
Martina a debutat la vârsta de 8 ani, la clubul de handbal Jomi Salerno, iar în 2021 s-a transferat la Ariosto Ferrara. În anul 2020, în perioada unui schimb cultural de elevi la care a participat școala sa, Liceul Științific „Francesco Severi”, Martina De Santis a petrecut câteva luni în Norvegia, timp în care a îmbrăcat tricoul echipei Levanger HK.
Handbalista a reprezentat Italia la campionatul EHF U19 din 2021, desfășurat în Italia și câștigat de țara gazdă.
În iunie 2022, De Santis s-a transferat la HC Zalău. În februarie 2023, De Santis a fost împrumutată la CSM Unirea Slobozia.

## Palmares
- Campionatele EHF U19:
  -  Câștigătoare: 2021